# Zgornja Slivnica
Zgornja Slivnica – wieś w Słowenii, w gminie Grosuplje. 1 stycznia 2017 liczyła 107 mieszkańców.